# Class 55
Class 55 van British Rail is een zesassige diesellocomotief die in 1961 en 1962 geproduceerd is door English Electric. Ze zijn ontworpen voor de expresdiensten op de East Coast Main Line tussen King's Cross in Londen en Edinburgh Waverly. De naam "Deltic" danken ze aan het prototype uit 1955, British Railways DP1 DELTIC (Het loknummer DP1 is nooit aangebracht), dat op haar beurt was genoemd naar de toegepaste Napier Deltic motor. De 22 exemplaren domineerden de expresdienst op de East Coast Main Line (ECML), met name op de verbindingen London – Leeds en London – Edinburgh tot ze in 1978 werden afgelost door de Intercity 125 'High Speed Train'. Tussen 1978 en 1981 werden ze geleidelijk naar minder belangrijke diensten verplaatst zoals sneltreinen en kranten-pakket-slaaptrein diensten langs de ECML met bestemmingen als Cambridge, Cleethorpes, Harrogate, Hull, Scarborough en Aberdeen. Daarnaast werd af en toe een dienst op andere trajecten verzorgd zoals de sneltrein York - Liverpool Lime Street en de stoptrein Edinburgh - Carlisle via Newcastle. Vanaf januari 1980 werden de locomotieven uitgerangeerd en in december 1981 waren ze allemaal uit de normale dienst verdwenen. Drie locomotieven maakten op 2 januari 1982 een afscheidsrit en werden meteen na aankomst in York uitgerangeerd. Zes locomotieven werden in 1982 en 1983 als historisch materieel overgedragen, één aan het National Railway Museum, twee aan de Deltic Preservation Society, twee aan het Deltic 9000 Fund en één aan een particulier, daarnaast werden ook twee cabines aan particulieren verkocht.

## Productie

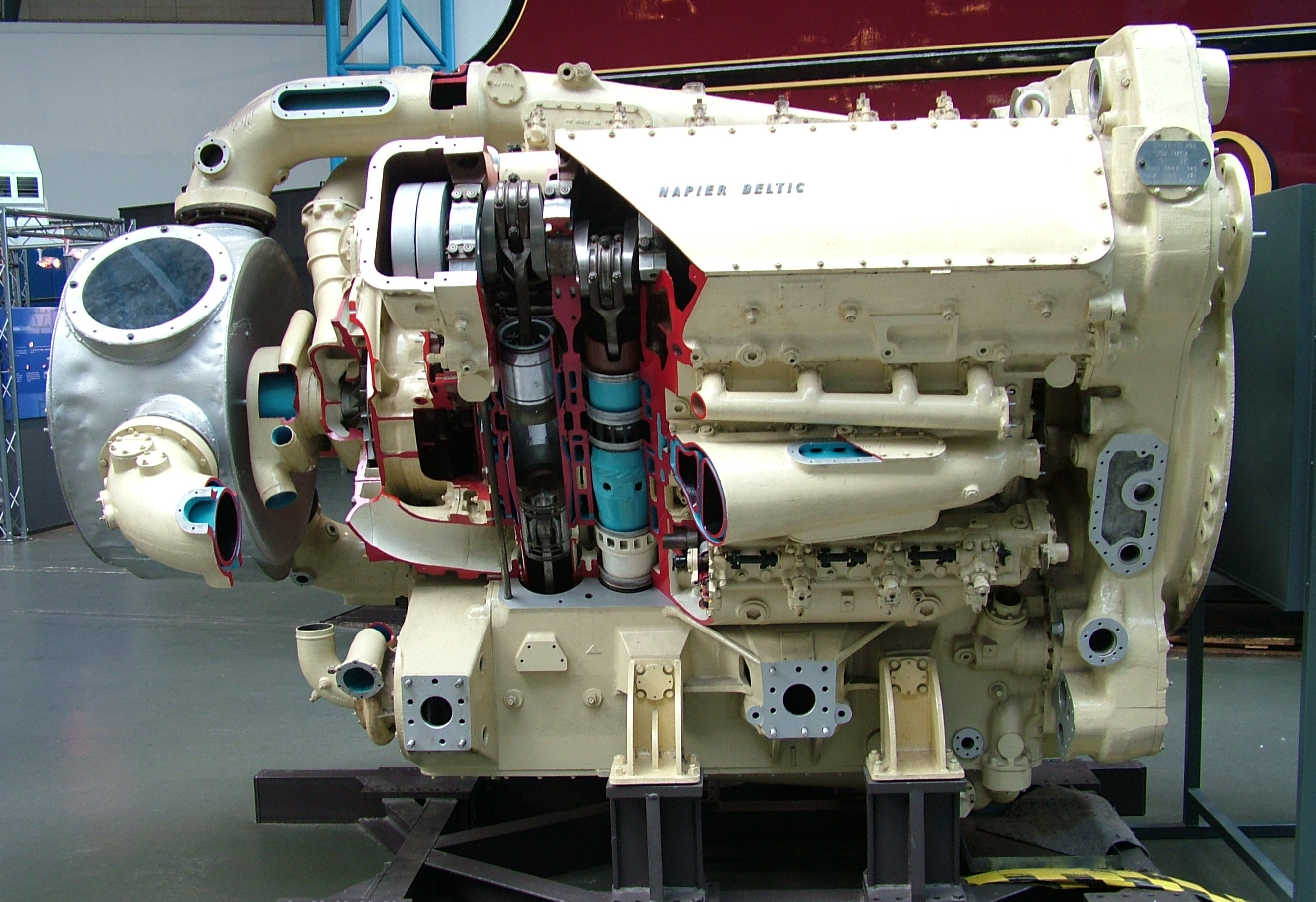
Een opgewerkte Napier Deltic motor in het National Railway Museum

Na proeven met het prototype DP1 Deltic, dat werd gebouwd door Dick, Kerr & Co. in Preston, werd bij English Electric een order geplaatst voor 22 locomotieven (aanvankelijk waren er 23 gepland) ter vervanging van de 55 Gresley Pacifics. Het was voor het eerst dat een locomotief werd aangeschaft inclusief een onderhoudscontract. Hierbij zou English Electric het onderhoud, inclusief motoren en generator, voor een vaste prijs verzorgen. Om de locomotieven tijdens het onderhoud van de motoren toch in dienst te houden werden extra motoren geproduceerd. De locomotieven deden dienst vanuit de depots Finsbury Park in London, Gateshead bij Newcastle en Haymarket in Edinburgh. Ze werden door de fabrikant afgeleverd in de groen/groene beschildering, donker BR groen boven en een limoengroene bies onder aan de bak. Hiermee werd de omvang van de bovenbouw enigszins verdoezeld. Rond de ramen van de cabine werd een crèmekleurig kader aangebracht. Hoewel niet door de fabriek aangebracht, kregen alle locomotieven een opvallende gele voorkant, zoals destijds gebruikelijk bij alle diesel- en elektrische locomotieven van British Rail. Vervolgens werd de serie gedoopt; hierbij kregen de Londense locomotieven de namen van beroemde renpaarden zoals bij de LNER gebruikelijk was. De andere locomotieven werden genoemd naar regimenten uit Noordoost-Engeland en Schotland.
Vanaf 1966 werden de locomotieven overgeschilderd in corporate Rail Blue met gele fronten. Deze kleurwijziging van groen naar blauw vond meestal plaats in samenhang met reparatiewerkzaamheden en het aanbrengen van luchtremmen in plaats van vacuümremmen. De D9002 werd als eerste omgebouwd, de D9014 was als laatste aan de beurt. Aan het begin van de jaren 70 werd een elektrische verwarming toegevoegd om de nieuwe generatie rijtuigen met airconditioning te kunnen trekken. De invoering van het computersysteem TOPS, een aantal jaren later, leidde tot een omnummering tot class 55 met de nummers 55 001 t/m 55 022. In 1979 bracht Finsbury Park opnieuw het crèmekleurige kader aan op haar zes resterende Deltics, waarmee de Londenaren onmiddellijk herkenbaar waren. De locomotieven werden bij de afbouw van Finsbury in York ondergebracht en kregen daar weer de standaard beschildering.

## Operationeel
De introductie van de Deltics op de East Coast Main Line betekende een grote stap in de prestaties van de locomotieven op deze lijn. De kort daarvoor geïntroduceerde Class 40 had een vermogen van 1160 kW en werd nog overtroffen door een Pacific stoomlocomotief op volle sterkte. O.S. Nock gaf aan dat op een van zijn eerste ritten met een Deltic (De trein richting Heart of Midlothian met 13 rijtuigen 530 ton) "zodra het achterste rijtuig de 60mijl/u-zone had verlaten werd de gashandel helemaal geopend en was de versnelling merkbaar in de cabine. Ik had nog nooit eerder deze zet in de rug gevoeld op de bijrijdersstoel" Nock maakte de schatting dat bij 80 mijl/u
de locomotief 2750 pk leverde. In 1963 werden snelheden van boven de 100 mijl/u gehaald, Nock klokte 100 mijl/u over een afstand van 16 mijl ten zuiden van Thirsk met een maximum van 104 mijl/u en bestempelde dit voor 1963 als "fantastisch".
Midden jaren 60 deed de Flying Scotsman, getrokken door class 55, 5 uur en 55 minuten over de rit van King's Cross naar Edinburgh met één tussenstop in Newcastle. Destijds was dit een record waarmee de vooroorlogse Coronation dienst van LNER, getrokken door een A4, met 5 minuten werd overtroffen, dit dan zonder voorrang op andere treinen zoals de LNER-dienst. Door verbeteringen aan de lijn zelf kon de Flying Scotsman tien jaar later Edinburgh in 5:30 uur bereiken, nog steeds inclusief stop in Newcastle.

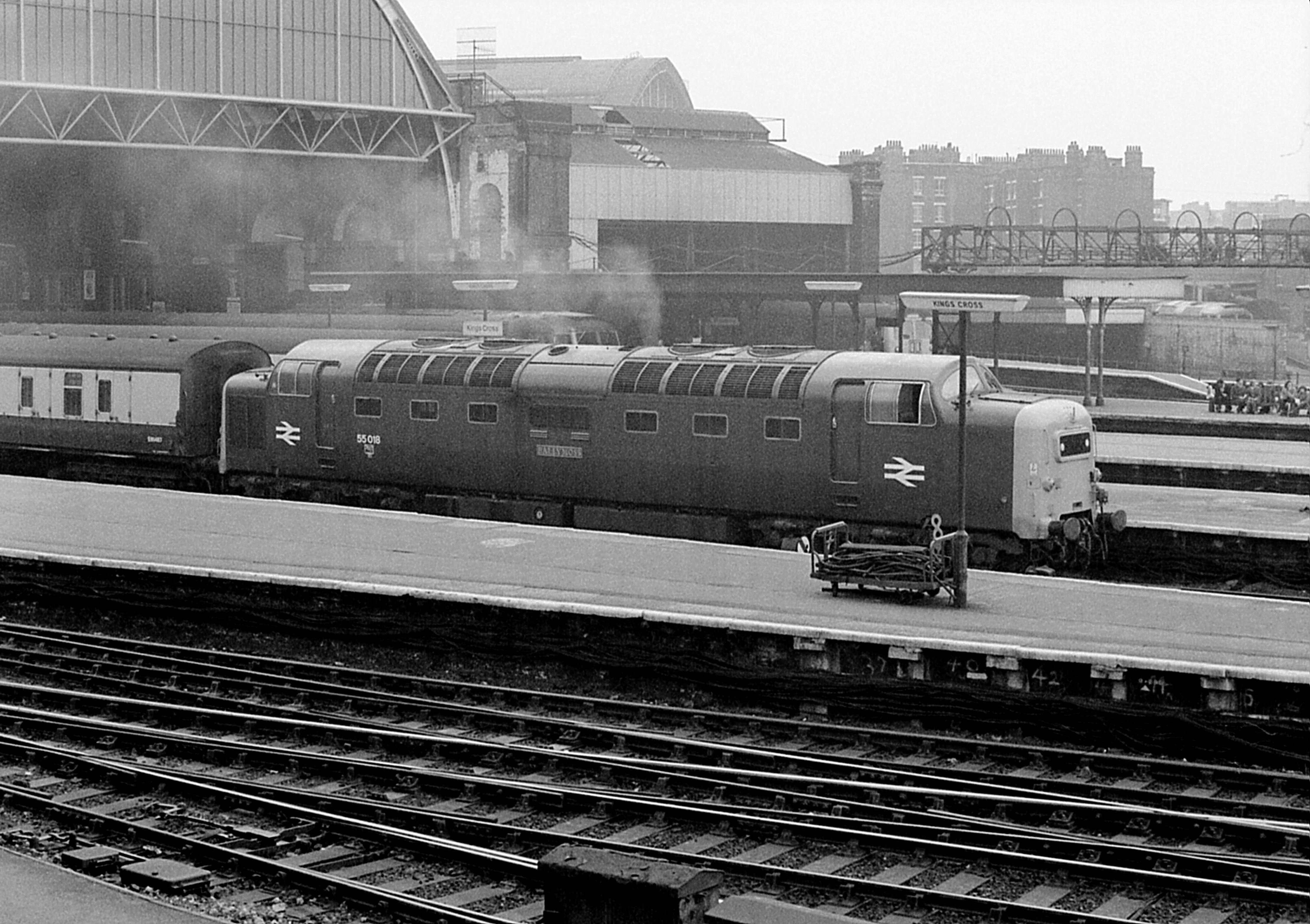
55 018 Ballymoss in London Kings Cross, 1976

De beste prestatie van de Deltic werd op 2 februari 1978 bereikt met de 07:25 dienst van Newcastle naar King's Cross. In bepaalde opzichten was de rit aangepast (de machinist zou met pensioen gaan) maar de snelheden waren nieuwe records. Locomotief 55 008 The Green Howards, trok 10 rijtuigen (343 ton) en deed 137 minuten en 15 seconden over het traject York - Londen. Hierbij waren er verschillende stops bij een rood sein en snelheidsbeperkingen onderweg en de echte rijtijd wordt geschat op 115 minuten en 45 seconden, gemiddeld van start tot stop betekent dit 97 mijl/u. De trein haalde 113 mijl/u op de vlakte tussen Darlington and York, 114 mijl/u bij Offord en 125 mijl/u (200 km/u) helling af bij Stoke.
De Railway Performance Society schat dat op moderne infrastructuur de Class 55 de afstand tussen King's Cross en Edinburgh in 4:57 uur kan afleggen. Dit dan met een trein van 11 rijtuigen inclusief een stop in Newcastle, dat in 3:06 uur vanaf Londen bereikt zou worden.

## Ongelukken en incidenten
- Op 15 december 1961 reed locomotief D 9012 Crepello met leeg materieel achter op een goederentrein in Conington, Huntingdonshire tijdens het rijden in een bezet blok. Vervolgens reed een andere goederentrein in op de wrakstukken, enkele minuten later gevolgd door een derde goederentrein.[8]
- Op 5 maart 1967 ontspoorde een reizigerstrein getrokken door locomotief D 9004 Queen's Own Highlander nadat deze bij Conington een sein passeerde. Hierbij vielen vijf doden en achttien gewonden. De seinhuiswachter had een wissel omgezet terwijl de trein eroverheen reed. Hij werd tot twee jaar gevangenisstraf veroordeeld voor het in gevaar brengen van treinreizigers maar werd vrijgesproken van doodslag.[9]
- Op 7 mei 1969 nam een reizigerstrein, getrokken door locomotief D 9011 The Royal Northumberland Fusiliers, een bocht bij Morpeth,Northumberland te snel en ontspoorde. Hierbij kwamen zes mensen om het leven en raakten 46 mensen gewond.[10]

## Vervanging

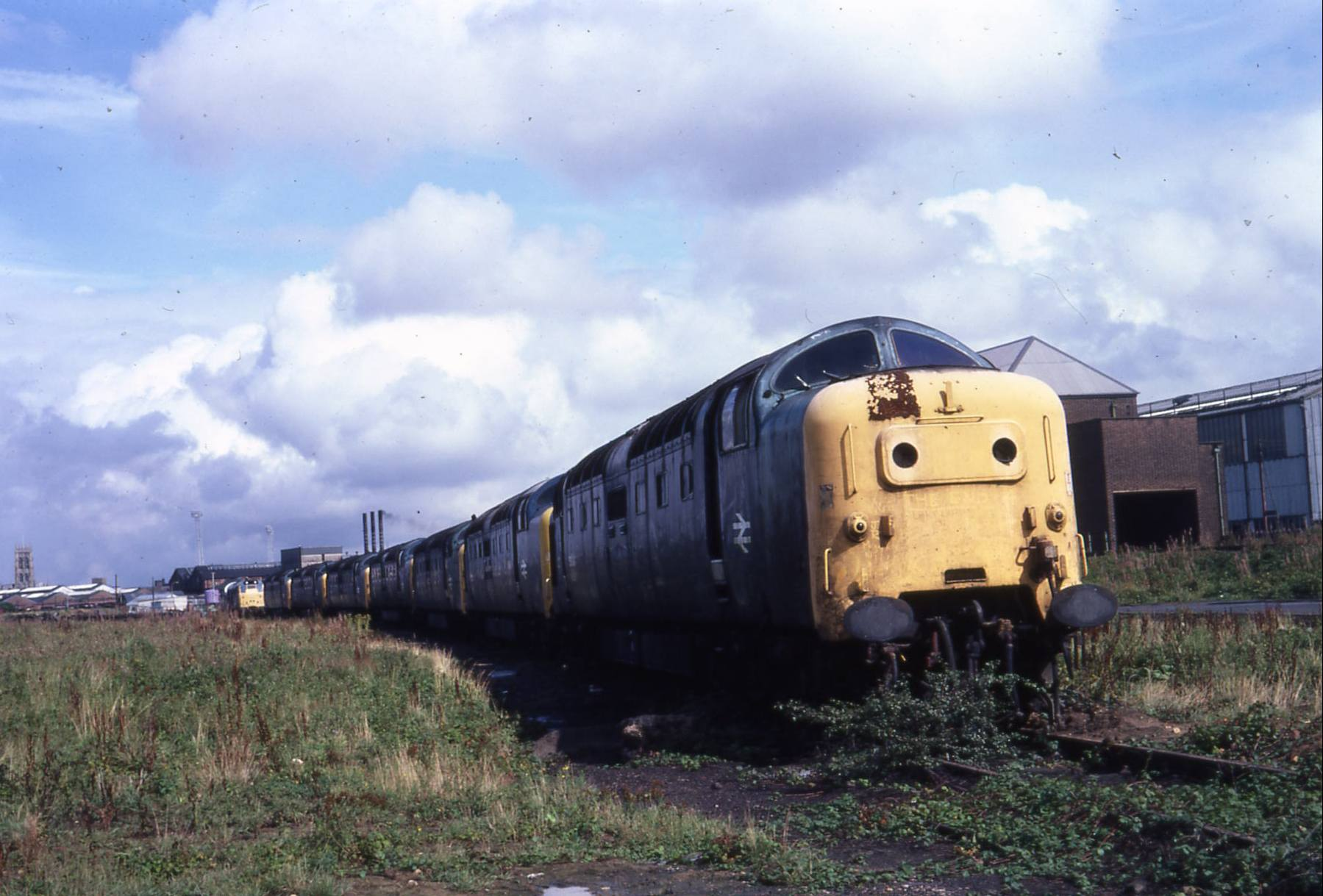
Zeven uitgerangeerde Deltics in de werkplaats van Doncaster in augustus 1982

Vanaf 1977 werden de Deltics op de East Coast Main Line geleidelijk vervangen door de nieuwe generatie exprestreinen, de High Speed Train Intercity 125, en werden ze steeds meer ingezet op andere diensten. British Rail had destijds het beleid om kleine series snel af te voeren zodat duidelijk was dat het doek voor de Deltics snel zou vallen. Toen de Intercity 125 de diensten overnam was meteen duidelijk dat het niet rendabel zou zijn om deze kleine serie van niet standaard locomotieven in dienst te houden op nevenlijnen. Er is nog overwogen om de Deltics in te zetten op de Midland Main Line en de North East - South West Cross Country Route; dit is echter verworpen door de kosten voor opleiding en onderhoud. Aan het eind van de jaren 70 werden de eerste uitgerangeerd. 55 001 St. Paddy, 55 004 Queen's Own Highlander en 55 020 Nimbus stonden bijna twee jaar aan de kant en werden gekannibaliseerd in de werkplaats van Doncaster. De 55 001 en 55 020 waren zo ver geplukt dat ze niet meer hersteld werden en gingen in januari 1980 naar de sloper, de 55 004 werd hersteld en kwam weer in dienst.
De Deltics werden op dat moment in dienst gehouden met een minimum aan onderhoud, totdat ze niet meer verder konden rijden en door andere locomotieven weggesleept moesten worden. Meestal was motorpech de oorzaak, hoewel ook een aantal Deltics om andere redenen werden uitgerangeerd. De uitwisseling van nog werkende motoren tussen uitgerangeerde en operationele Deltics werd uitgevoerd in de werkplaatsen te Doncaster en Stratford. Uitgerangeerde locomotieven werden daarna naar Doncaster gebracht om daar verder geplukt of geheel gesloopt te worden. De slooplijn in Doncaster was in die tijd ook een trekpleister voor spoorweg-enthousiastelingen.
Het National Railway Museum koos de 55 002 The King's Own Yorkshire Light Infantry als museumexemplaar als onderdeel van de nationale verzameling van historisch materieel. Vrienden van het National Railway Museum bekostigden het overschilderen van de 55 002 in de oorspronkelijke groen/groene kleurstelling, zij het met het computernummer (TOPS) in plaats van D9002. De locomotief reed hierna nog achttien maanden in gewone dienst. Voor het geval dat de 55 002 in deze periode zou verongelukken werd de uitgerangeerde 55 005 The Prince of Wales's Own Regiment of Yorkshire apart gezet in de werkplaats van Doncaster totdat de Delticdiensten definitief waren beëindigd. De laatste normale dienst was de trein van 16:30 uur van Aberdeen naar York op 31 december 1981, die vanaf Edinburgh getrokken werd door de 55 019 Royal Highland Fusilier, aankomst in York vlak voor de jaarwisseling. De afscheidsrit was een speciale trein, de "Deltic Scotsman Farewell", op 2 januari 1982, van King's Cross naar Edinburgh, getrokken door de
55 015 Tulyar en de 55 022 Royal Scots Grey voor de terugreis. 55 009 Alycidon schaduwde de trein zowel op de heen- als terugreis tussen Peterborough en Newcastle, als reserve voor de trekkende locomotief. Na het afscheid werden de overgebleven Deltics naar de werkplaats in Doncaster overgebracht waar ze in februari 1982 werden opgesteld voorafgaand aan de overdracht of sloop.

## Behoud

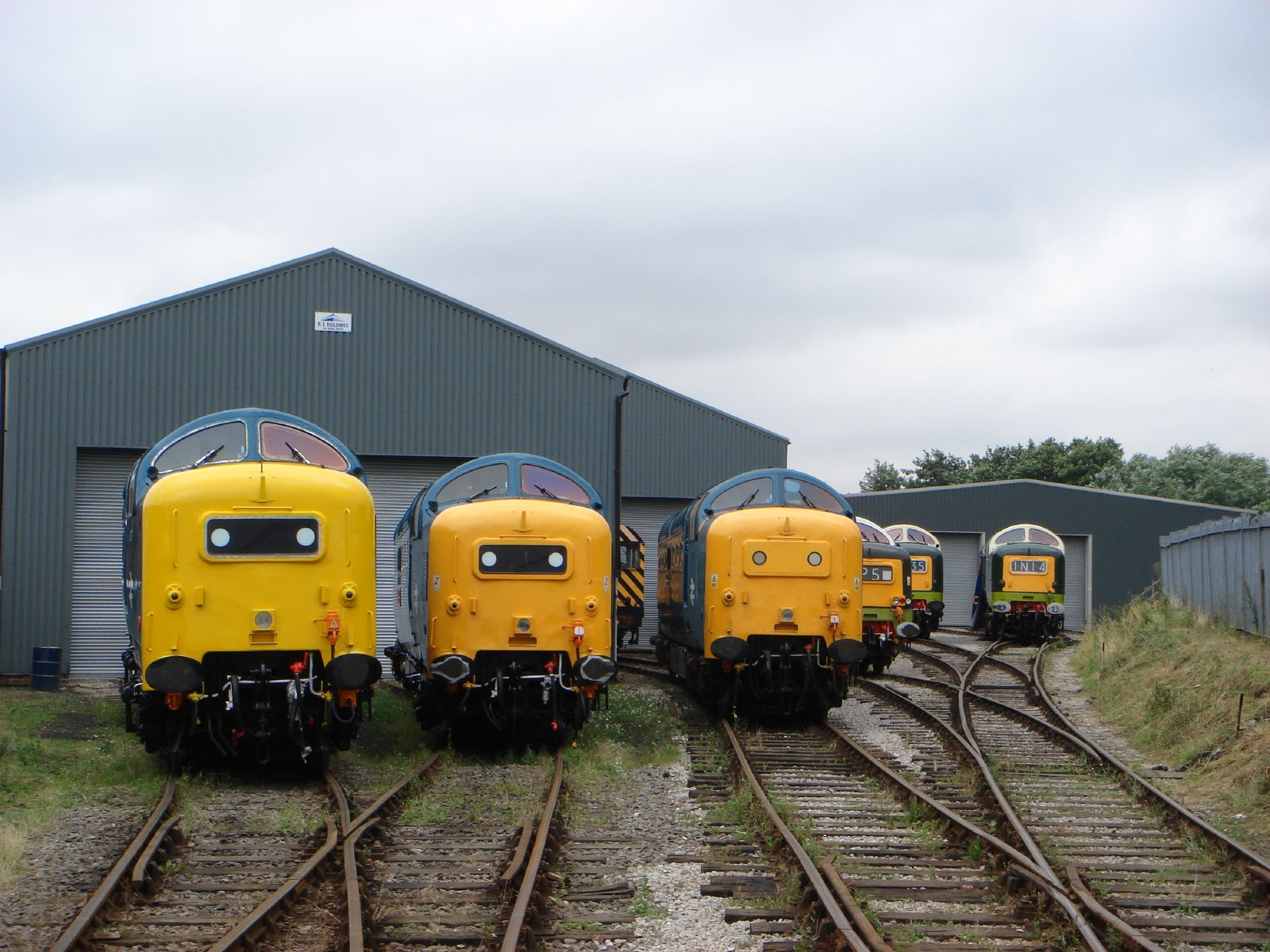
Alle behouden Deltics in Barrow Hill

Zes exemplaren zijn behouden nadat ze zijn uitgerangeerd:
- D9000 (55 022) Royal Scots Grey werd verkregen door het Deltic 9000 Fund en werd geheel dienstvaardig overgedragen na een onderhouds en schildersbeurt door British Rail. De eerste standplaats werd de Nene Valley Railway, daarna volgden de depots van Network South East in Selhurst en Old Oak Common, waar regelmatig ritten plaatsvonden naar open dagen in het hele land. In 1996 volgde groot-onderhoud bij Railcare in Springburn bij Glasgow en kreeg een toelating voor de hoofdlijnen. Het Deltic 9000 Fund werd omgevormd in een BV, de Deltic 9000 Locomotives Limited, en zowel de D9000 als de D9016 werden hierin ondergebracht. De eerste rit na het groot-onderhoud, de "Deltic Deliverance" charter, op 30 november 1996 was van korte duur door een brand in de uitlaatpijp (een bekend probleem met de Deltics tijdens de reguliere dienst). Na herstelwerkzaamheden in Springburn werd de locomotief in een opzendtrein naar King's Cross vervoerd voordat de tweede hoofdlijn carrière op 2 januari 1997 werd hervat met de "Deltic Reunion" charter naar Hull en Harrogate, waarbij onderweg de draaischijf in het National Railway Museum werd bezocht zodat de D9000 naast het prototype te zien was. De charterdiensten op hoofdlijnen werden tussen 1997 en 2002 voortgezet. Anglia Railways en Virgin Trains huurden de locomotief voor diensttreinen als bescherming voor de eigen locomotieven. Na de ondergang van Deltic 9000 Locomotives Limited in 2004 werd de locomotief verkocht aan Beaver Sports (Yorks) Ltd. Na een groot-onderhoud van 18 maanden werd een nieuwe hoofdlijn toelating verkregen in augustus 2006.[12] Royal Scots Grey was overgeschilderd in de blauwe kleurstelling en kreeg de kentekens van York (YK depot) en het wapen van de stad York boven de nummers, zoals al in 1981. Het was de eerste Class 55 met het stadswapen van York sinds 1982. De locomotief is nog steeds beschikbaar voor charters en te huur voor spoorwegmaatschappijen.
- D9002 (55 002) The King's Own Yorkshire Light Infantry werd geschonken aan het National Railway Museum in York. Het was de eerste historische Deltic die terugkeerde op de hoofdlijn op de terugweg naar York van een open dag van de werkplaats in Doncaster op 27 februari 1982. De 55 002 is een van de drie Deltics met een toelating voor hoofdlijnen (samen met de D9000 Royal Scots Grey en de D9009 Alycidon). De 55 002 wordt echter nauwelijks ingezet voor charters en wordt meestal gebruikt om materieel van het National Railway Museum te vervoeren tussen de twee locaties in York en Shildon of andere bestemmingen zoals de locomotievenloods in Barrow Hill.
- D9009 (55 009) Alycidon werd verkregen door de Deltic Preservation Society Ltd (DPS). In eerste instantie werd de locomotief ondergebracht bij de North York Moors Railway voordat groot-onderhoud, restauratie en toelating voor de hoofdlijnen plaatshad. Nadat DPS zich terugtrok van diensten op hoofdlijnen stond de locomotief voornamelijk in het DPS-depot in Barrow Hill. In juli 2012 werd de locomotief opnieuw toegelaten voor hoofdlijnen na een afwezigheid sinds 2003.
- D9015 (55 015) Tulyar werd verkregen door een particulier, Peter Sansom, die de locomotief in 1986 verkocht aan de Deltic Preservation Society. De locomotief kreeg een zwervend bestaan op verschillende museumlijnen en was in de jaren 90 de favoriet van DPS voor open dagen. Momenteel wordt groot onderhoud gepleegd bij het depot van de Deltic Preservation Society in Barrow Hill.
- D9016 (55 016) Gordon Highlander werd verkregen door het Deltic 9000 Fund, met de bedoeling om de locomotief te restaureren en weer rijvaardig te maken, terwijl het in de praktijk neerkwam op "een onderdelenmagazijn met twaalf wielen". De locomotief werd overgebracht naar Wansford aan de Nene Valley Railway waar ook de D9000 was ondergebracht. Hier bleek de verleiding om tot restauratie over te gaan niet meer te weerstaan. Uiteindelijk ging de D9016, net als de D9000, naar de Network South East depots in Selhurst en Old Oak Common. Nadat de D9000 drie jaar op hoofdlijnen had gereden werd besloten om ook de D9016 rijvaardig te maken en een nieuwe toelating aan te vragen, als reserve voor de Royal Scots Grey, en de locomotief werd overgebracht naar Brush Traction in Loughborough. Hierna werden korte tijd diensten op de hoofdlijnen verzorgd die deels werden bekostigd door Porterbrook Leasing, hiervoor werd de kleurstelling gewijzigd in de paars-grijze huisstijl van Porterbrook met dezelfde verdeling als de oorspronkelijke groen-groene stijl. In 2002 werd de oorspronkelijke groen-groene kleurstelling weer aangebracht. Na de ondergang van Deltic 9000 Locomotives Limited werd de locomotief verkregen door en ondergebracht bij de Peak Rail (Heritage Railway), bij Bakewell in Derbyshire. In juli 2008 werd de locomotief door de particuliere eigenaar verkocht aan HNRC. Hoewel aanvankelijk ontkend, werd de locomotief in september 2008 te koop aangeboden door HNRC. HNRC wees het bod van de eigenaren van de 55 022, Gordon Highlander Preservation Group  en Beaver Sports (Yorks) Ltd, af en ging in op een hoger bod van Direct Rail Services (DRS) Ltd. Direct Rail Services (DRS) Ltd liet de D9016 een jaar in Barrow Hill staan met de bedoeling de locomotief groot onderhoud te geven, maar dit plan werd nooit uitgevoerd. Vervolgens werd de locomotief doorverkocht aan Beaver Sports (Yorks) Ltd. die de locomotief samen met de 55 022 onderbracht bij de East Lancashire Railway. Het doel is om de D9016 weer rijvaardig en toegelaten te krijgen voor ritten op hoofdlijnen. De D9016 gaf een van haar motoren aan de 55 022 in april 2010 als vervanging van een voormalige marinemotor, die was gemonteerd als tijdelijk vervanging na motorpech. In 2014 werd de D9016 overgebracht van de East Lancashire Railway naar de Great Central Railway.
- D9019 (55 019) Royal Highland Fusilier werd verkregen door de Deltic Preservation Society. In eerste instantie werd de locomotief, samen met de 55 009, ondergebracht bij de North York Moors Railway, later deed de locomotief een aantal jaar dienst bij de Great Central Railway en de East Lancashire Railway. Nu is de locomotief ondergebracht bij het depot van de Deltic Preservation Society in Barrow Hill. In april 2005 was het de eerste Deltic die werd uitgerust met het Train Protection & Warning System.

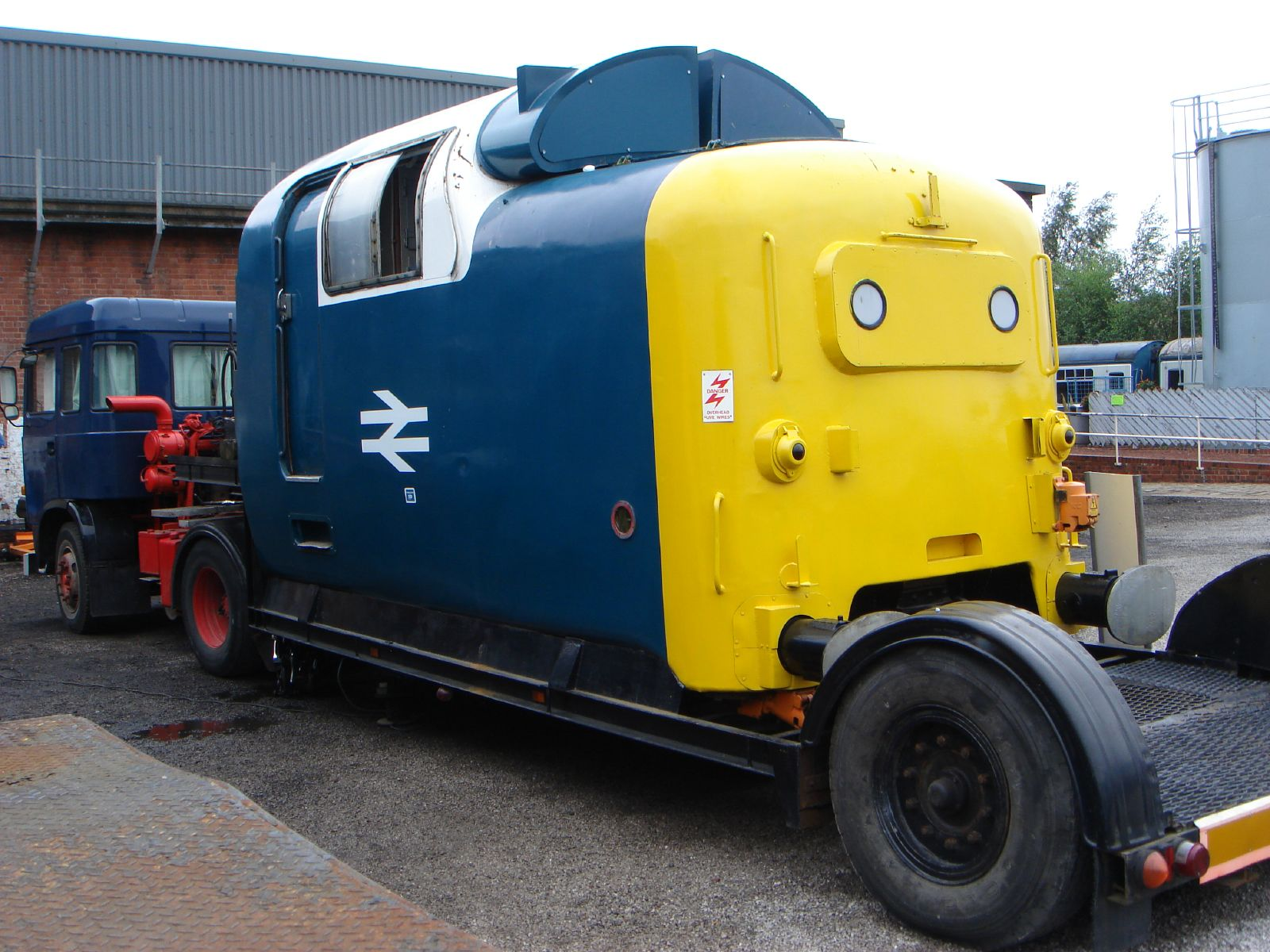
D9008 (55 008) The Green Howards Simulator cabine

Twee cabines werden bewaard na de uitrangering:
- Eén cabine van de D9008 (55 008) The Green Howards werd aangekocht in augustus 1982 toen de locomotief werd gesloopt in de werkplaats van Doncaster. De 55 008 is gemonteerd op een oplegger en is uitgerust met een computersimulator waarbij bezoekers zelf als machinist kunnen fungeren. In oktober 2003 werd de cabine geschilderd als British Rail DP2.[13]
- Één cabine van de D9021 (55 021) Argyll & Sutherland Highlander werd aangekocht in september 1982 toen de locomotief werd gesloopt in de werkplaats van Doncaster. De particuliere koper plaatste de cabine langs de Great Western Main Line bij South Stoke ten westen van Reading. Daarna werd de cabine doorverkocht aan een andere particulier voordat de Deltic Preservation Society de cabine in bezit kreeg. Uiteindelijk werd de cabine verkocht aan de South Wales Loco Cab Preservation Group.

## Ritten na British Rail

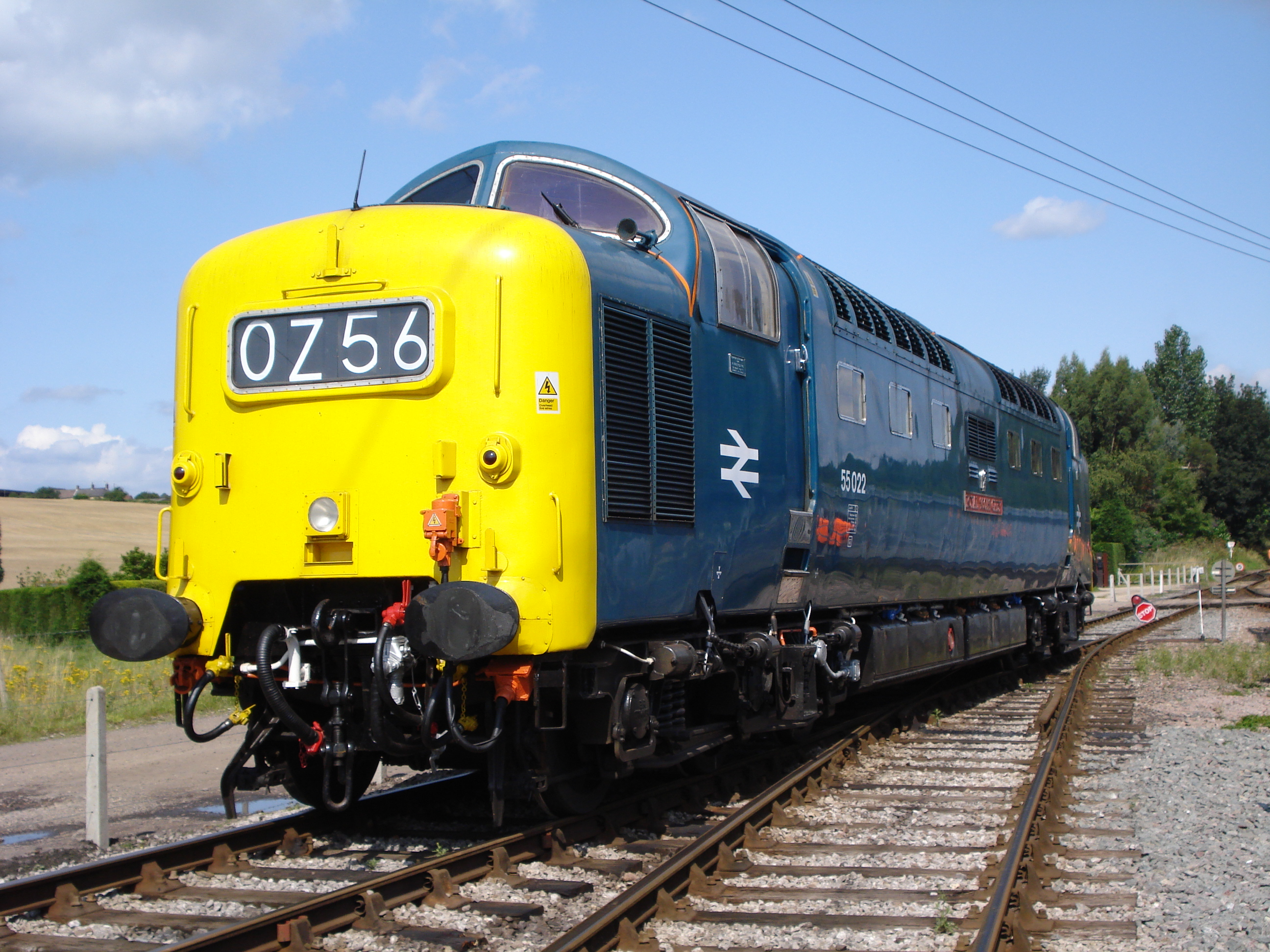
55 022 Royal Scots Grey bij de lokloods in Barrow Hill

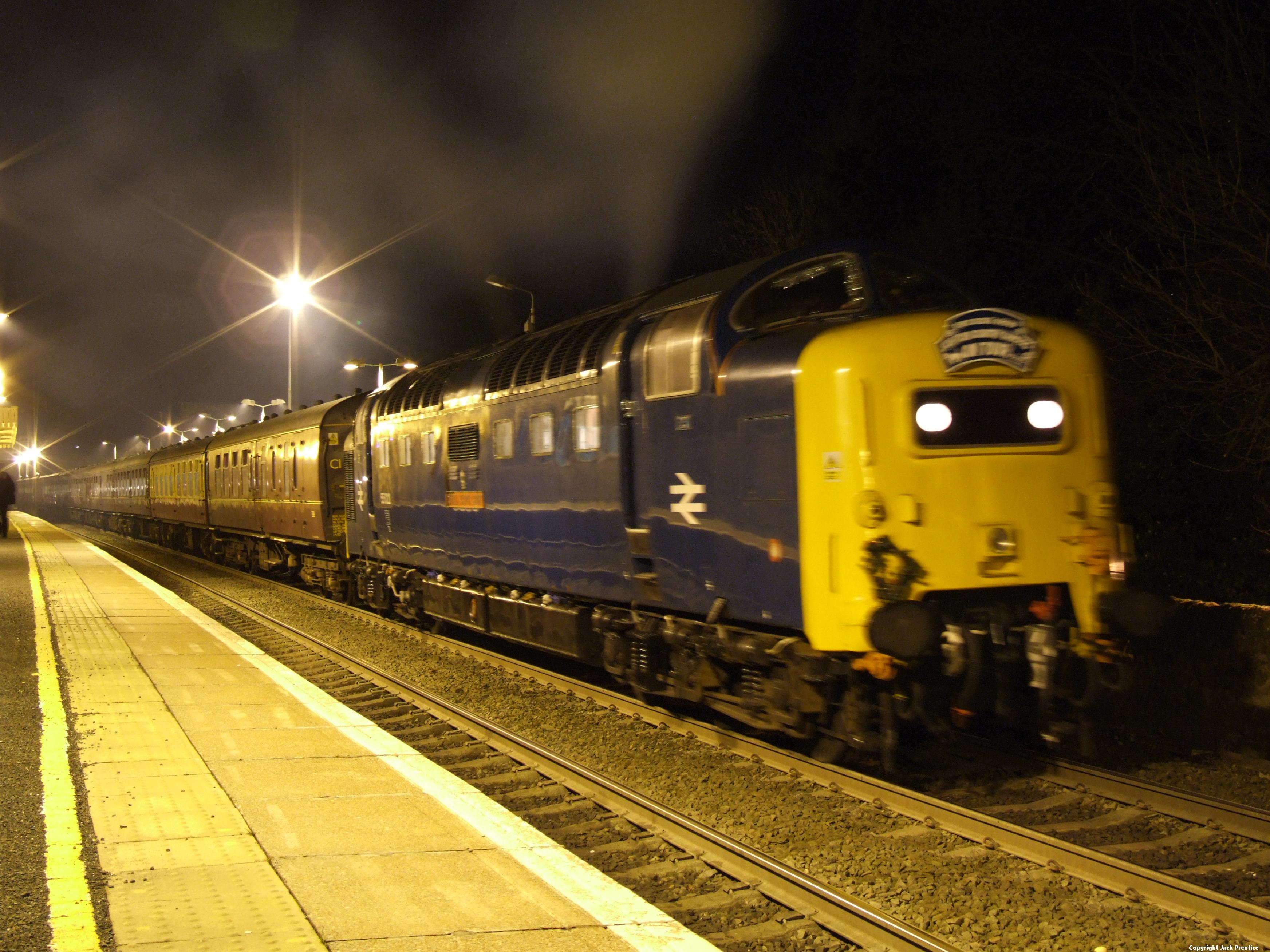
55 022 Royal Scots Grey in Linlithgow, na een railtour, op 7 december 2007

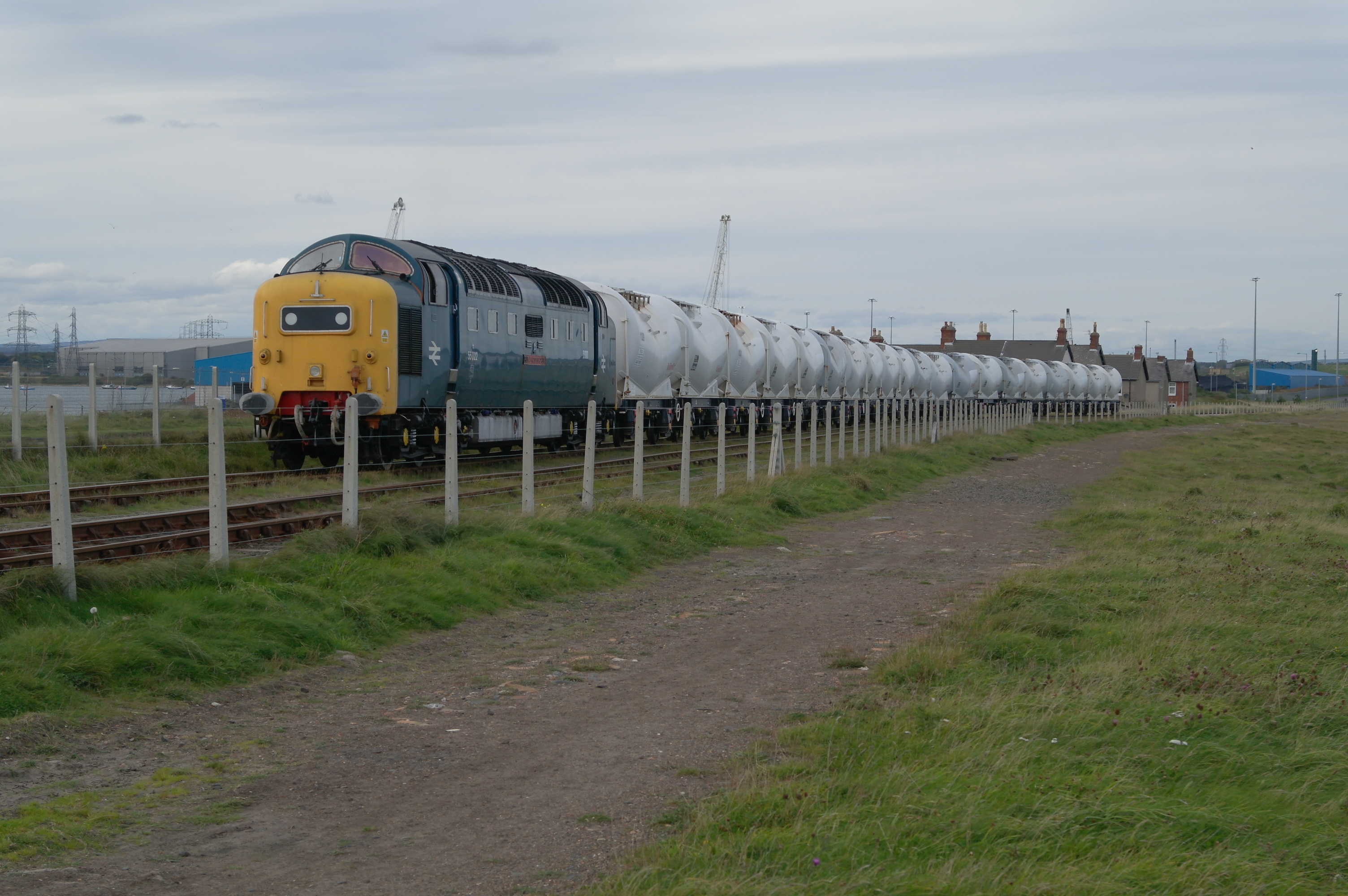
De 55 022 bij aankomst in North Blyth op 26 September 2011 met aluinaarde wagons

Ondanks het verbod op ritten met diesellocomotieven in privé-eigendom op het spoor van British Rail hoefden treinen liefhebbers niet lang te wachten om de Deltic terug te zien op de hoofdlijnen. Na de op korte termijn georganiseerde open dag 'Farewell to the Deltics' bij BREL in de werkplaats van Doncaster op 27 februari 1982, vertrok de 55 002 op eigen kracht uit Doncaster over de East Coast Main Line terug naar het National Railway Museum. Dit was enige jaren voor de officiële toelating voor hoofdlijnen. De volgende mogelijkheid om een Deltic op eigen kracht te zien rijden op een hoofdlijn kwam in april 1985 toen de D9000 op verzoek van ScotRail zonder wagens van depot Haymarket naar Perth reed voor een open dag. Opmerkingen in de krant door de manager van ScotRail, Chris Green, deden hopen op een regelmatige inzet van de D9000 aan de Schotse kant van de grens. Deze hoop vervloog toen Chris Green in 1986 overstapte naar het managementteam van het net opgerichte Network South East. Dit betekende niet het einde van zijn betrokkenheid bij de D9000. Hij zorgde ervoor dat Network South East depots beschikbaar stelde voor zowel de D9000 als de D9016 en toen hij overstapte naar Virgin Trains werd de D9000 ingezet in meerdere Virgin Cross-Country-treinen.
De herstructurering van de Britse spoorwegen in de jaren 90 bood ook nieuwe mogelijkheden voor de historische diesels. British Rail stond geen diesellocomotieven in privé-eigendom toe op hun spoor, de privatisering bracht ook de open access-regel waarmee ieder, tegen betaling aan Railtrack, met een toegelaten locomotief het spoor mag gebruiken. Opeens hadden de eigenaren van het historisch materieel dezelfde mogelijkheden als iedereen. De Deltic-locomotieven waren door hun eigenschappen, vermogen en topsnelheid, bovendien veel makkelijker in de dienstregeling in te passen dan ander historisch materieel.
In 1996 schreef het Deltic 9000 Fund zich in als Deltic 9000 Locomotives Ltd (DNLL) met het doel om haar locomotieven weer op hoofdlijnen te laten rijden en op 30 november 1996 trok de D9000 Royal Scots Grey de 'Deltic Deliverance'-charter van Edinburgh naar King's Cross. Hoewel deze rit vroegtijdig eindigde bij Berwick-upon-Tweed, verzorgde de D9000 nog vele chartertreinen en diensttreinen voor Anglia Railways en Virgin Trains tot 2003. Daarna keerde de andere DNLL Deltic, de D9016 Gordon Highlander, terug op de hoofdlijnen (De locomotief werd tijdelijk in de paars-grijze kleurstelling van Porterbrook Leasing geschilderd die de restauratie had bekostigd), net als de D9009 Alycidon en de D9019 Royal Highland Fusilier van de [[Deltic
Preservation Society]]. Tussen 1997 en 2003 werden alle vier rijwvaardige locomotieven ingezet voor chartertreinen en op huurbasis, waaronder de Venice Simplon Orient Express. Hoogtepunt in deze periode was 22 mei 1999, toen de D9000 Royal Scots Grey, de D9009 Alycidon en de 55 019 Royal Highland Fusilier alle drie op dezelfde dag op de East Coast Main Line reden. De D9000 trok de "George Mortimer Pullman" British Pullman tussen Victoria en Bradford Forster Square en de DPS Deltics trokken twee chartertreinen tussen King's Cross en York. Op de terugweg van Bradford werd de D9000 aan de kant gezet op spoor 1 in Doncaster terwijl de 55 019 passeerde op de doorgaande sporen. De D9000 volgde de 55 019 tot aan Belle Isle waar hij afsloeg om om Londen heen te rijden naar station London Victoria. In 2003 werd DNLL geliquideerd en de D9000 en de D9016 werden verkocht aan particulieren. Tussen juli 2003 en maart 2005 reden er geen door Deltics getrokken treinen op de hoofdlijnen. Na een korte terugkeer in 2005 trok DPS haqar laatste Deltic, de 55 019, terug nadat er drie ritten waren uitgevoerd gedurende 2005. De D9015 Tulyar krijgt momenteel groot onderhoud in Barrow Hill met als doel de hervatting van de dienst, terwijl de 55 002 The King's Own Yorkshire Light Infantry is geschilderd in BR blauw, toegelaten is voor hoofdlijnen en rijdt vanaf het National Railway Museum. De 55 019 en de D9009 zijn geheel rijvaardig terwijl de D9016 nog slechts kan rijden met één motor.

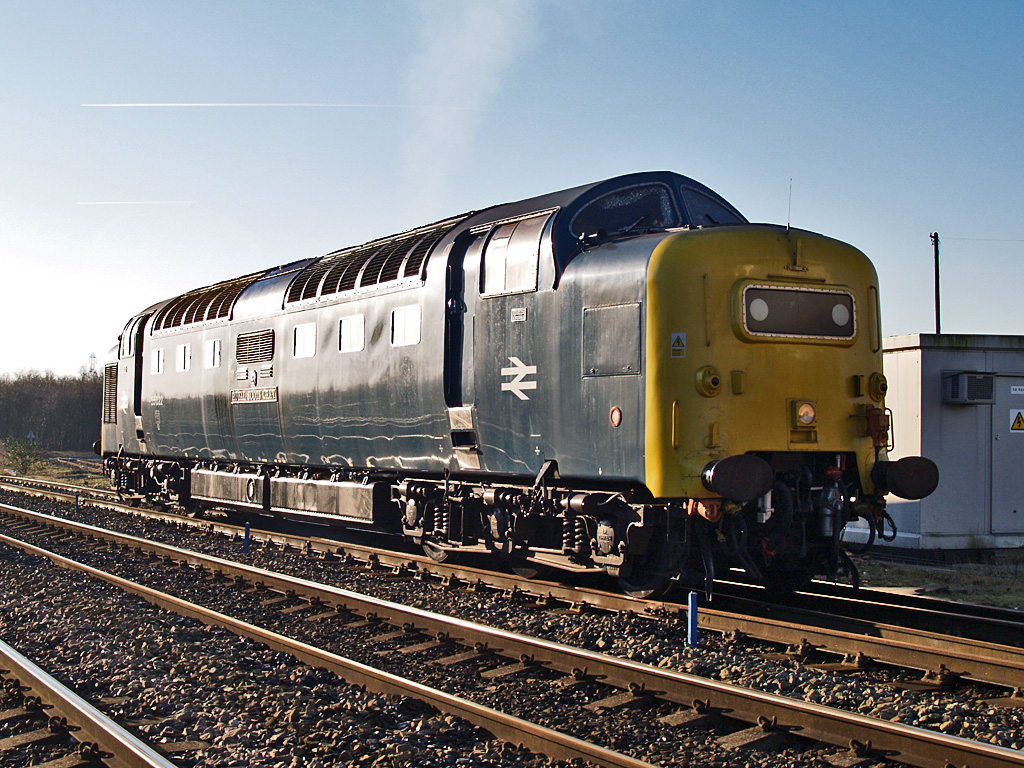
55 022 Royal Scots Grey bij Castleton East Junction in 2007

Op 23 september 2006, keerde de 55 022 (D9000) Royal Scots Grey na een uitgebreide restauratie, door DPS uitgevoerd namens de eigenaren, in Barrow Hill terug op het spoor. De locomotief trok zonder problemen de SRPS 'Moray Mint' railtour van Edinburgh naar Inverness, via Perth op de heenweg en via Aberdeen op de terugweg. De tweede rit, twee weken later, verliep minder voorspoedig, met zware schade aan de achterste motor. Een zuiger schoot uit het carter waarna de Royal Scots Grey verder moest met één motor. De motor werd in januari 2007 vervangen door een gemodificeerde ex-marine Napier Deltic-motor; dit werd uitgevoerd door het Royal Scots Grey's team in augustus 2007. Na uitgebreide proeven op de East Lancs Railway trok de locomotief voor het eerst na de motorstoring een trein tijdens de 'Autumn Highlander' tour van RTC samen met de 50 049 en de 40 145 in oktober 2007. De 55 022 trok zonder problemen verschillende chartertreinen in 2008 maar de gemodificeerde scheepsmotor was reden tot zorg nadat olie en koelvloeistof waren gevonden. In augustus 2008 werd de locomotief teruggetrokken uit de railtourdiensten. Hij bleef rijden op hoofdlijnen voor bezoeken aan andere historische locomotieven. Half januari 2007 werd er een overeenkomst gesloten tussen de museumspoorweg Peak Rail en de eigenaar van de D9016 Gordon Highlander waardoor het nodig werd om de locomotief over te brengen van Barrow Hill naar de museumlijn voor een periode van drie jaar. Er werd aangenomen dat de D9016 gerestaureerd en onderhoud zou krijgen bij de Peak Railway. De verkoop van de locomotief aan de Harry Needle Railroad Company (HNRC) en de daaropvolgende mededelingen gaven aan dat de ritten in het weekend van 27 en 28 september 2008 misschien de laatste zouden zijn voordat de bruikbare onderdelen zouden worden verwijderd
en de locomotief zou worden gesloopt. Ondanks deze berichten zette HNRC de locomotief eind september 2008 te koop. Hoewel de Gordon Highlander Preservation Group een fors bod uitbracht werd dit afgewezen en waren toekomst en eigenaar van de locomotief ongewis.

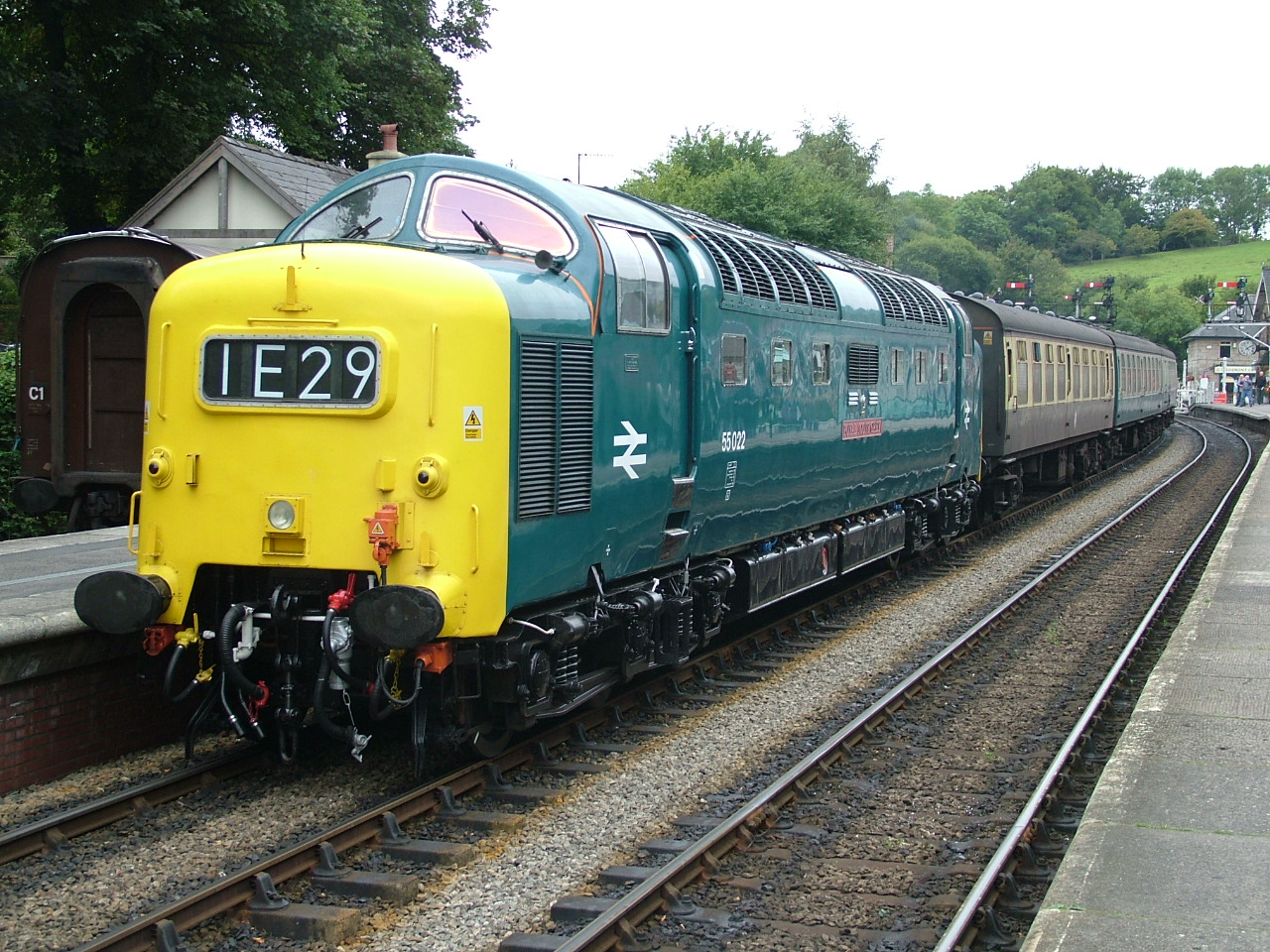
Op 18 september 2009, De 55 022 Royal Scots Grey op 18 september 2009 kort na aankomst uit Pickering, tijdens het NYMR’s annual Diesel Gala

Vervolgens werd in oktober 2008 via een persbericht van Direct Rail services (DRS) bekend dat zij de D9016 Gordon Highlander gekocht had van de Harry Needle Railroad Company (HNRC): "Het bedrijf werkt samen met HNRC om de locomotief weer rijvaardig te maken" In juni 2009 stond de locomotief nog steeds in de opslag in Barrow Hill. Hoewel er geen plannen bestonden voor een onmiddellijke terugkeer in actieve dienst was DRS overtuigd van een terugkeer van de locomotief op de rails, DRS wil de naam van de locomotief behouden. Op 29 december 2009 werd bekend dat de D9016 was aangekocht door Beaver Sports (Yorks) Limited. Vervolgens werden ritten met één motor uitgevoerd op de East Lancashire Railway en de Great Central Railway, in afwachting van herstel tot volledige rijvaardigheid.
De 55 022 werd in april 2011 gehuurd door GB Railfreight voor het trekken van bauxiet-treinen tussen North Blyth en de aluminiumsmelterij in Lynemouth. Deze diensten zouden duren van april tot juli 2011 Vanaf mei 2013 huurde Railfreight de 55 022 opnieuw, dit keer om Class 334-treinstellen tussen Yoker en Kilmarnock te vervoeren voor een verbouwing. De gekozen route, mede gekozen om vals brandalarm door de Deltics in tunnels te voorkomen, liep via Craigendoran op de noordelijke oever van de Clyde voordat werd omgekeerd naar Kilmarnock.

## Overzicht
| Oorspronkelijk nummer | Computer nummer | Naam                                           | Uitgerangeerd | Status                           |
| --------------------- | --------------- | ---------------------------------------------- | ------------- | -------------------------------- |
| D9000                 | 55 022          | Royal Scots Greys                              | 2 jan 1982    | Behouden - Rijvaardig toegelaten |
| D9001                 | 55 001          | St. Paddy                                      | 5 jan 1980    | Gesloopt                         |
| D9002                 | 55 002          | The King's Own Yorkshire Light Infantry        | 2 jan 1982    | Behouden - Rijvaardig toegelaten |
| D9003                 | 55 003          | Meld                                           | 31 dec 1980   | Gesloopt                         |
| D9004                 | 55 004          | Queen's Own Highlander                         | 28 okt 1981   | Gesloopt                         |
| D9005                 | 55 005          | The Prince of Wales' Own Regiment of Yorkshire | 8 feb 1981    | Gesloopt                         |
| D9006                 | 55 006          | The Fife and Forfar Yeomanry                   | 8 feb 1981    | Gesloopt                         |
| D9007                 | 55 007          | Pinza                                          | 31 dec 1981   | Gesloopt                         |
| D9008                 | 55 008          | The Green Howards                              | 31 dec 1981   | 1 cabine behouden                |
| D9009                 | 55 009          | Alycidon                                       | 2 jan 1982    | Behouden - Rijvaardig toegelaten |
| D9010                 | 55 010          | The King's Own Scottish Borderer               | 24 dec 1981   | Gesloopt                         |
| D9011                 | 55 011          | The Royal Northumberland Fusiliers             | 8 nov 1981    | Gesloopt                         |
| D9012                 | 55 012          | Crepello                                       | 18 mei 1981   | Gesloopt                         |
| D9013                 | 55 013          | The Black Watch                                | 20 dec 1981   | Gesloopt                         |
| D9014                 | 55 014          | The Duke of Wellington's Regiment              | 22 nov 1981   | Gesloopt                         |
| D9015                 | 55 015          | Tulyar                                         | 2 jan 1982    | Behouden                         |
| D9016                 | 55 016          | Gordon Highlander                              | 30 dec 1981   | Behouden                         |
| D9017                 | 55 017          | The Durham Light Infantry                      | 31 dec 1981   | Gesloopt                         |
| D9018                 | 55 018          | Ballymoss                                      | 12 okt 1981   | Gesloopt                         |
| D9019                 | 55 019          | Royal Highland Fusilier                        | 31 dec 1981   | Behouden                         |
| D9020                 | 55 020          | Nimbus                                         | 5 jan 1980    | Gesloopt                         |
| D9021                 | 55 021          | Argyll and Sutherland Highlander               | {31 dec 1981  | 1 cabine behouden                |

## Film en Televisie
- Een aflevering van The Champions uit midden jaren 60 bevat een scène met een Deltic voor een exprestrein op volle snelheid.
- De openingsscène van Get Carter (1971) bevat beelden van de rit noordwaarts op de East Coast Main Line, gefilmd vanaf de neus van een Deltic, en het interieur van het rollend materieel. Een andere Class 55 in rail blue kleurstelling passeert zuidwaarts. Een deel van deze opnames is gemaakt bij Selby waar de trein langs de BOCM-fabriek rijdt.

In dezelfde film is een Deltic te zien die het viaduct verlaat op de achtergrond, terwijl Carter de vorige auto van zijn broer controleert bij de sloperij.
- In de serie Yes Minister aflevering "The Official Visit", nemen de hoofdpersonen de nachttrein van Londen naar Edinburgh. Deze trein wordt getrokken door een Class 55, met een korte opname van de locomotief die vertrekt uit London King's Cross. Het onderscheidende motorgeluid van de Class 55 valt vooral op als de trein versnelt.
- In het Britse kinderprogramma, Chuggington, doet "Brewster", een van de hoofdfiguren, denken aan een Class 55.

## Voorgestelde Deltic varianten
Als alternatief voor de Class 37 type 3 uit 1960 is voorgesteld om een 72 tons Bo-Bo locomotief te bouwen met één 18 cilinder Deltic motor.
Niet gebouwd is de "Super Deltic" Co-Co locomotief. Hiervoor zijn drie varianten voorgesteld met een vermogen tussen de 4000 pk en 4600 pk en een gewicht tussen de 114 en 119 ton en een maximale aslast van 19 ton. De locomotieven vertoonden sterke gelijkenis met de latere Class 50, alleen iets langer. Alle ontwerpen gingen uit van twee 18-cilinder dieselmotoren met turbocharger, die waren afgeleid van de 9-cilinder turbocharger motor van de British Rail Class 23 "Baby Deltic" en zou worden ingedeeld als Class 51. De Class 55 had geen turbocharger.